# فابيو ديلا جيوفانا
فابيو ديلا جيوفانا (بالإيطالية: Fabio Della Giovanna)‏ (21 مارس 1997 في إيطاليا - ) هو لاعب كرة قدم إيطالي في مركز الدفاع. لعب مع إنتر ميلان.

## وصلات خارجية
- فابيو ديلا جيوفانا على موقع قاعدة بيانات كرة القدم.إي يو (الإنجليزية)
- فابيو ديلا جيوفانا على موقع Soccerway.com (الإنجليزية)
- فابيو ديلا جيوفانا على موقع AS.com (الإسبانية)